# شهرستان تایرون
شهرستان تایرون (به انگلیسی: County Tyrone) یک شهرستان و شهرستان ایرلند شمالی در بریتانیا است که در ایرلند شمالی واقع شده‌است.

## خصوصیات
شهرستان تایرون ۳٬۲۶۳ کیلومترمربع مساحت و ۱۷۷٬۹۸۶ نفر جمعیت دارد.